# Ptinus hilaris
Ptinus hilaris is een keversoort uit de familie klopkevers (Ptinidae). De wetenschappelijke naam van de soort werd in 1899 gepubliceerd door Louis Albert Péringuey.